# Kanton Le Vésinet
Der Kanton Le Vésinet war von 1967 bis 2015 ein französischer Wahlkreis im Arrondissement Saint-Germain-en-Laye im Département Yvelines und in der Region Île-de-France; sein Hauptort war Le Vésinet.

## Gemeinden
Der Kanton umfasste zwei Gemeinden:
| Gemeinde   | Einwohner Jahr | Fläche km² | Bevölkerungsdichte | Postleitzahl | Code INSEE |
| ---------- | -------------- | ---------- | ------------------ | ------------ | ---------- |
| Montesson  | 15183 (2013)   | –          | – Einw./km²        | 78360        | 78418      |
| Le Vésinet | 15847 (2013)   | –          | – Einw./km²        | 78110        | 78650      |

## Bevölkerungsentwicklung
| 1968   | 1975   | 1982   | 1990   | 1999   | 2006   |
| ------ | ------ | ------ | ------ | ------ | ------ |
| 27.812 | 27.480 | 28.464 | 28.310 | 29.670 | 31.179 |